# Фигурное катание на роликовых коньках
Фигурное катание на роликовых коньках (англ. artistic roller skating) — один из видов роллер спорта, Чемпионаты мира по которому проводятся Международной федерацией роллер-спорта (FIRS) с 1947 года. В России это относительно молодой вид спорта, официально внесённый в Единый Всероссийский Спортивный Классификатор в 2012 году. Первое официальное первенство России по фигурному катанию на рядных роликовых коньках было проведено 19 апреля 2017 года Федерацией роллер-спорта России.
Система оценок такая же как и в современном фигурном катании на коньках. Все элементы программы, имеют базовую оценку. Дополнительно судьи присуждают каждому элементу одну из семи градаций качества (GOE), которые могут быть положительными или отрицательными.

## Виды фигурного катания на роликах

### По конструкции коньков
- На двухрядных роликах (quad)
- На рядных роликах (inline)

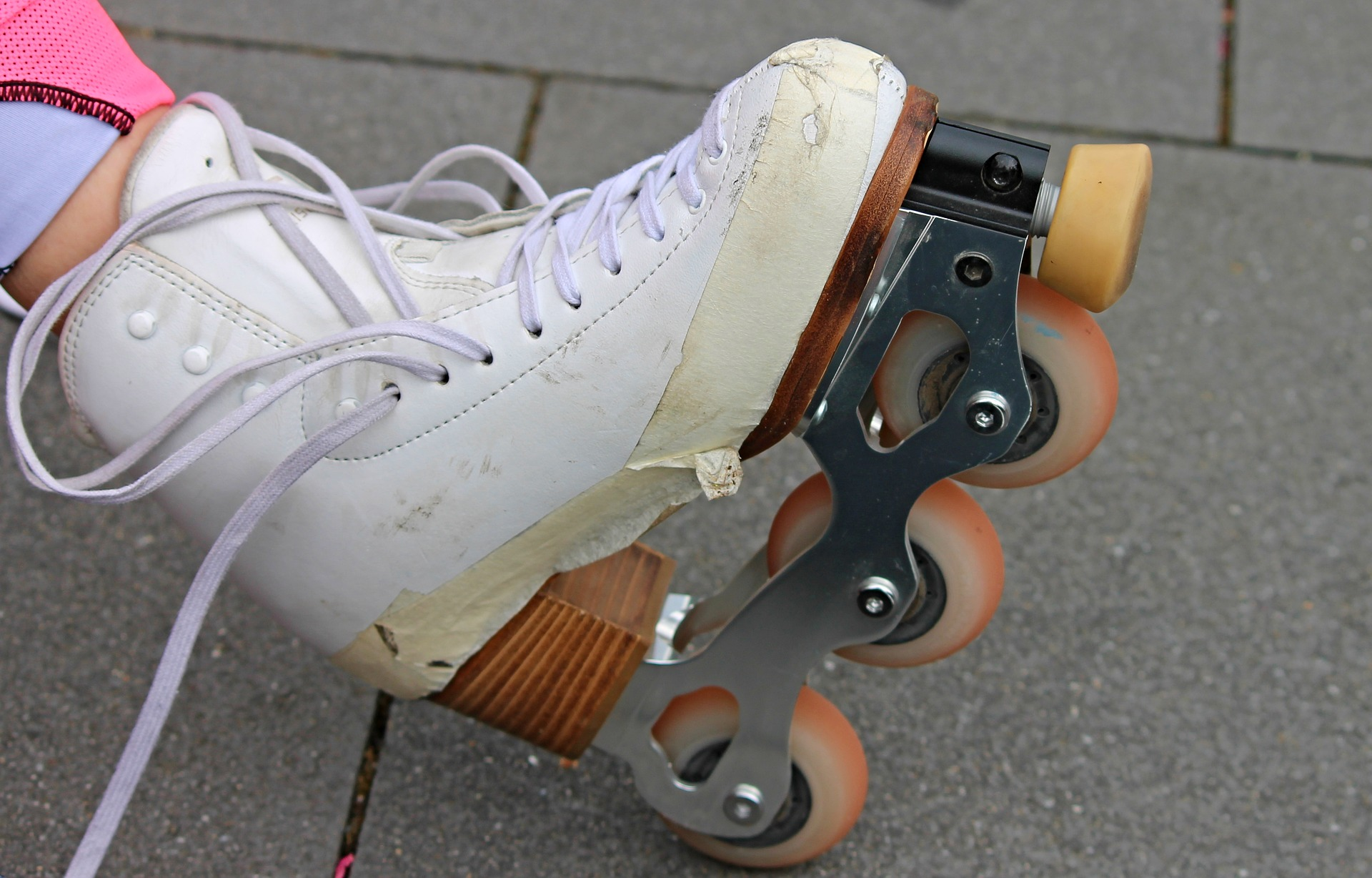
Рядные ролики для фигурного катания

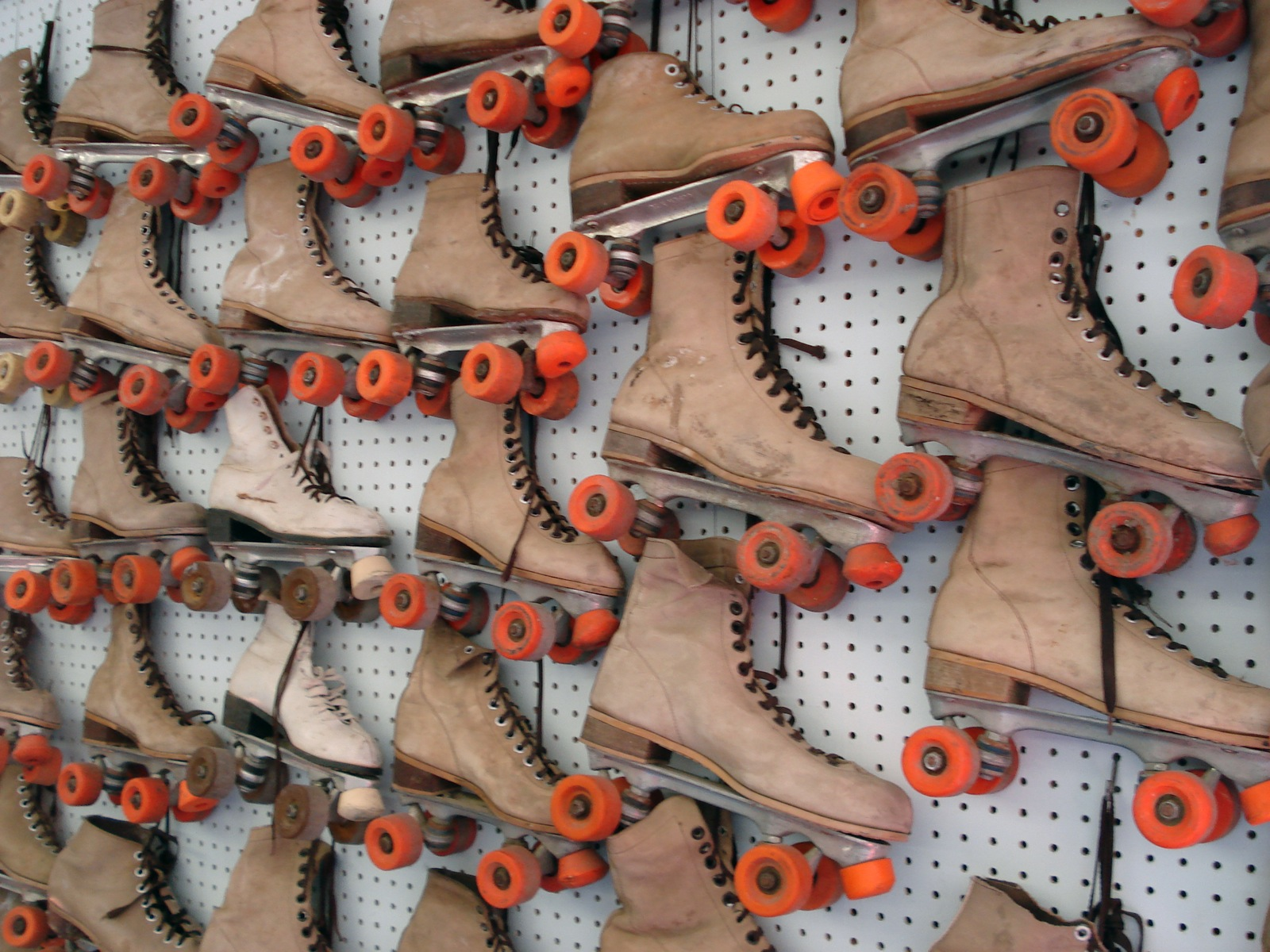
Двухрядные ролики. Отчётливо видны поворотные подвески.

Двухрядные коньки снабжены подвесками, похожими на подвески скейтборда. Поэтому конёк управляется наклонами тела (в отличие от простейших роликов, популярных в СССР). Рядные для большей манёвренности имеют рокеринг рамы (колёса не на одном уровне). И у тех, и у других есть стопор в передней части, напоминающий зубец ледовых коньков.
Только в 2000-е годы катание на рядных роликах было кодифицировано как вид спорта — именно в это время были окончательно доработаны ролики, на которых можно выполнять те же трюки, что и на льду. Наиболее известные модели рядных фигурных роликов — Pic Skates и Double L's Snow White. Начинающие катаются и на обычных фрискейтовых коньках с рокерингом колёс (крайние меньше средних).

### Дисциплины
- Мужское катание
- Женское катание
- Парное катание
- Танцы на роликах
- Синхронное катание
- Обязательные фигуры

## Специфичные для роликов приёмы

### Обязательные фигуры
Роллер должен как можно точнее проехать по разметке. Диаметр кругов — 2,4 м для петель и 6 м для остальных фигур. Фигуры те же, что и на льду.

### Шаги
Помимо обычных для фигурного катания шагов (тройка, скобка, крюк, выкрюк и т. д.) существуют шаги, исполнимые только на роликах.
- Крабий шаг — роллер движется боком, сдвигая коньки то носками, то пятками (по-другому этот элемент называется скобки)
- Змеиный шаг — одна нога исполняет крабий шаг, вторая движется по криволинейной траектории.

### Вращения
На двухрядных роликах вращение исполняется на передних, задних или боковых колёсах. На рядных — на одном колесе, на одной или на двух ногах

### Прыжки
Прыжки те же, что и в катании на льду. Между флипом и лутцем нет чёткой грани, так что эти прыжки в большинстве случаев ценятся одинаково. Лишь в некоторых ситуациях (например, параллельный прыжок) явный лутц ценится дороже флипа.

### Тодес
На роликах невозможен тодес на крутом ребре, когда партнёрша лежит в нескольких сантиметрах от пола. Тем не менее, тодес исполняется, и роллеры пытаются найти по-своему красивые позы.